# 王詔 (隆慶進士)
王詔（1528年—？），一作王來召，字承恩，直隸保定府博野縣人，民籍，明朝政治人物。

## 生平
嘉靖四十年（1561年）辛酉科順天府鄉試第一百二十二名舉人。隆慶二年（1568年）中式戊辰科會試第六十九名，三甲第一百七十七名進士。授洪洞县知县，明敏善断，捐俸修葺城楼。擢刑部主事，万历六年（1578年）七月奉命往关外审决。官至登州府知府。

## 家族
曾祖王彥實；祖父王智；父王崇德，母李氏。具庆下。兄王来聘。弟王来徵、王来問。